# Соціальна історія
Соціальна історія — галузь історичного знання, яка стосується соціального аспекту життя людських спільнот, взятого в його хронологічному розрізі.
Можна виділити загальну соціальну історію людства та соціальну історію окремих регіонів та історичних періодів.
Соціальна історія як наукова дисципліна повинна давати відповіді на такі запитання:
1. які соціальні процеси відбулися в історії людства
2. які соціальні групи існували в минулому
3. як змінювалось соціальне становище різних людей в різні історичні періоди в різних географічних регіонах.

Свої висновки вона повинна обґрунтовувати за допомогою математичних методів.
Напрямками вивчення соціальної історії є
- демографічна історія
- етнічна історія
- гендерна історія
- історія сім'ї та дитинства
- історія освіти
- історія праці
- історія міст та селищ
- історія релігійних суспільств
- соціальні аспекти політичної та військової історії